# Command & Conquer: Generals
A Command & Conquer: Generals egy valós idejű stratégiai játék, a Command & Conquer széria hetedik része. Az Electronic Arts által fejlesztett és kiadott játék 2003 február 10-én jelent meg. Története egy olyan közeljövőben játszódik, ahol egy radikális terrorszervezet globális háborút vív az Amerikai Egyesült Államokkal és Kínával szemben.
A játék kiegészítése, a Command & Conquer: Generals – Zero Hour 2003 szeptemberében jelent meg.

## Játékmenet
A játékos feladata a három választható frakció (USA, Kína, GLA) hadseregének irányítása és győzelemre vezetése egy adott méretű pályán. Ez a harc mellett az erőforrások növelését és a hadsereg bázisának fejlesztését is megköveteli. A különböző frakciók eltérő előnyökkel bíró egységekkel, épületekkel és fejlesztésekkel rendelkeznek, többféle taktika alkalmazását lehetővé téve. Az egységek irányítása a többi C&C játékhoz hasonlóan félfelülnézetből történik.
Egyjátékos és többjátékos módra is van lehetőség. A skirmish opció esetén 1-7 számú, mesterséges intelligencia által irányított ellenfél legyőzése a feladat választható pályákon. Emellett a három frakció egymásra épülő csatákból álló hadjáratait is teljesíteni lehet.

## Frakciók

### USA
Az Egyesült Államok rendelkezik a legkorszerűbb, ugyanakkor a legdrágább egységekkel. Változatos légierőre (Raptor, Commanche) és szárazföldi egységekre is támaszkodhat. Hős egység: Colonel Burton. Szuperfegyver: Particle Cannon.

### Kína
Kína egy olcsó tömeghadsereget használ, amely igyekszik kihasználni a nukleáris energia nyújtotta lehetőségeket. Légierejét a MiG-ek képezik, legerősebb szárazföldi egysége az Overlord tank. Hős egység: Black Lotus. Szuperfegyver: Nuclear Missile.

### GLA (Global Liberation Army)
A decentralizált szélsőséges terrorszervezet taktikája az aszimmetrikus hadviselésen alapul. Olcsó és változatos egységei képesek a rejtőzködésre, a roncsok újrahasznosítására (Technical, Marauder tank), illetve az automatikus regenerációra. Hős egység: Jarmen Kell. Szuperfegyver: Scud Storm.

## Értékelés
A játék többnyire pozitív értékeléseket kapott. Általában kiemelték a játék grafikáját, ami kortársai között kiemelkedőnek bizonyult. A Generals a valóságtól kevésbé elrugaszkodott, de ellentmondásos eseményeket (pl. a kiadáskor még el sem kezdődött, de küszöbön álló iraki háborút) bemutató volta miatt ugyanakkor sok kritikában is részesült. A játékot a Kínai Népköztársaságban betiltották, mivel a hadjáratok során atomtámadás éri Pekinget és felrobbantják a Három-szurdok gátat.
Érdekesség, hogy a fiktív, de lényegében az Al-Káidán alapuló GLA meglepően sok vonásában emlékeztet az évekkel később létrejövő Iszlám Államra.